# Allerseelen (Band)
Allerseelen ist ein österreichisches Musikprojekt von Gerhard „Kadmon“/„Hallstatt“ Petak, das musikalisch dem Post-Industrial, im engeren Sinne dem Ritual-Industrial- und Neofolk-Umfeld, zugeordnet wird.

## Bandgeschichte

### Vorgeschichte
Petak begann seine musikalische Karriere als Trommler bei Hermann Nitschs Orgien-Mysterien-Theater. 1987 gründete er zusammen mit Freunden Allerseelen und gab sich das aus der Kabbala entlehnte Pseudonym „Kadmon“, nach dem androgynen Urmenschen Adam Qadmon aus der kabbalistischen Lehre. Kurz nach der Gründung löst sich die Gruppe wieder auf. 1989 reaktivierte Petak sie wieder und baut sie als sein Soloprojekt auf. Es existieren zahlreiche Demoaufnahmen und Kassettenalben aus diesen beiden Perioden.

### 1989–2000
Die erste CD mit dem Namen Cruor erschien 1993 und enthält ausschließlich instrumentale Aufnahmen aus den Jahren 1989 bis 1993. Die Einflüsse reichen von Throbbing Gristle bis zu tibetischer Ritualmusik. Mit dem Zweitwerk Gotos=Kalanda erhielt die Ariosophie Einzug in das Werk Kadmons. Es handelt sich um die Vertonung eines Gedichtszyklus des SS-Gruppenführers und Esoterikers Karl Maria Wiligut. Auf dem Cover ist das Fußbodenornament der Wewelsburg, die Schwarze Sonne, abgebildet. Das Cover wurde oft als Beleg für die rechtsextreme Gesinnung des Projektes genommen, Petak selbst verweist auf die dissonanten Klänge des Albums, die aus seiner Sicht die „Dunkelheit und Gewalt“ zum Ausdruck bringen. Auf einer LP-Veröffentlichung im Jahr 2005 versuchte er durch die Aufnahme des Lied der Gefangenen von Ernst Busch die „kontrapunktische Darstellung“ noch zu unterstreichen.
1997 erschien Sturmlieder, bei dem sich Petak auf den Undergroundfilm Santa Sangre von Alejandro Jodorowsky, Ernst Jünger, die Kabbala, Friedrich Nietzsche und die Alchemie bezieht. Mit Ostara ist auch eine Gastsängerin auf dem Album zu hören. Mit Stirb und werde (1999) zeigt sich Petak nach den beiden eher wechselhaften Vorgängern, von einer subtileren, sanfteren Seite. Auf dem Album wurde das Nietzsche-Gedicht Ecce Homo vertont, darüber hinaus lassen sich Referenzen an Leni Riefenstahls Das blaue Licht, Igor Fjodorowitsch Strawinskis Der Feuervogel und Ernst Jünger finden. Bilder von Kenneth Angers Lucifer Rising und ein Zitat von Jean Baudrillard schmücken das Booklet.
Allerseelen traten 1997 und 2000 auf dem Wave-Gotik-Treffen in Leipzig auf.

### Seit 2000
Neuschwabenland von 2000 markiert eine Veränderung in Allerseelens Musikstil. So bezeichnet Petak seinen Musikstil nun als „fin de siècle military pop“. Der Titel basierte auf der Antarktis-Expedition 1938/39 der Nationalsozialisten, die das dort abgesteckte Gebiet Neuschwabenland tauften. Textlich bezieht sich das Werk allerdings auf Gedichte von Hermann Hesse und seiner Ehefrau Ninon Hesse sowie Miguel Serrano und zum wiederholten Mal auf Ernst Jünger. Neben der Gastsängerin Sabine, die bereits auf Stirb und werde zu hören war, beteiligen sich auch Kirlian Camera am Album. Das Lied Wo die wilden Kerle wohnen basiert auf dem gleichnamigen Roman des Schriftstellers Maurice Sendak.
Venezia (2001) führt die mit Neuschwabenland begonnene Linie fort und enthält neoklassizistische und Jazz-Elemente. 2001 legte Petak sein Pseudonym Kadmon ab. Mit Abenteuerliches Herz (2002) erhalten spanische Musikelemente Einzug in die Musik Petaks. Auch auf Flamme (2003) führte Allerseelen den eingeschlagenen Weg fort. Mit Das letzte Mal befindet sich eine Coverversion eines DAF-Liedes auf dem Album. Den Titel des Albums Hallstatt (2007) übernahm Petak als neues Pseudonym. Bei Sturmlied und Sonne Golthi-Ade sang Josef Maria Klumb von Von Thronstahl. Auf Edelweiss (2005) befanden sich zwei Lieder von Circe, einem katalanischen Musikprojekts. Auch hier wirkte wieder Klumb mit.
Neben den Alben existieren einige Split-Veröffentlichungen, unter anderem mit Blood Axis, diverse Singles und Samplerbeiträge in der Diskografie von Allerseelen.

## Weitere Aktivitäten
Petak schreibt für die Schriftenreihen (ab 1987 Schwartzer Rab, ab 1990 Aorta, ab 1995 Ahnstern), die esoterisch-okkulte Themen behandelt und auch die esoterischen Elemente der Zeit des Nationalsozialismus und nationalsozialistischen Missbrauch okkulter Lehren behandelt. Eine eigene Plattenfirma führt Petak unter dem Namen Aorta Records, hier werden vor allem die Tonträger von Allerseelen verlegt, aber auch Tonträger befreundeter Gruppen wie Ô Paradis, sowie diverse Kompilationen. Mit Ahnstern existiert eine Kollaboration mit dem Label Steinklang Industries, das neben Allerseelen unter anderem In Gowan Ring herausbrachte.
Petak gab 2003 eine Kompilation zu Ehren Friedrich Hielschers heraus, an der sich neben Allerseelen unter anderem die Gruppen Blood Axis und Waldteufel beteiligten. Des Weiteren wirkt Petak seit 2004 kompositorisch bei der Salzburger Neofolk-Gruppe Sturmpercht mit.

## Kontroverse
Von einigen Kritikern wird Allerseelen ein rechtsextremes Weltbild nachgesagt. Insbesondere Alfred Schobert vom Verein Duisburger Institut für Sprach- und Sozialforschung (DISS) warf Petak vor, durch seine Lyrik und Musik die „kulturelle Drecksarbeit für den politischen Hardcore [zu leisten].“ Schobert gab an, dass Kadmon „das Symbolsystem [rehabilitiert], vor dessen Gebrauch die um ihre Reputation besorgte ‘Neue’ Rechte zurückschreckt.“
Kadmon und Allerseelen werden außerdem in einer Broschüre des nordrhein-westfälischen Verfassungsschutz als eine dem Rechtsextremismus nahestehende Musikgruppe bezeichnet, die „NS-Symbolik“ aufgreife und „positive Bezüge zu Leitfiguren des Rechtsextremismus“ hergestellt habe. In der 5. Auflage der Broschüre wurde der Passus jedoch gestrichen.
Die Initiative „Grufties gegen Rechts Bremen“ untersuchte einige Texte aus Petaks Zeitschriftenreihe, die einige Passagen enthält, die man als positive Würdigung von Persönlichkeiten vor und aus der Zeit des Nationalsozialismus wie Karl Maria Wiligut und Leni Riefenstahl, des Faschisten Corneliu Zelea Codreanu und des nationalistischen Aktivisten Yukio Mishima sehen kann. Ebenso greift die Initiative Allerseelen wegen seiner Verbindungen zu Blood Axis, Der Blutharsch und dem neurechten Verlag + Agentur Werner Symanek (VAWS) an. Die Initiative kommt zu dem Schluss, dass es sich bei Petak zwar nicht um einen „ewiggestrigen Hitler-Verehrer“ oder einen „gewalttätigen Stiefelfaschisten“ handle, er jedoch ein „ernstzunehmender und innovativer rechter Kulturkämpfer“ sei, der über ein „in sich geschlossenes neurechte[s], ethnopluralistische[s] Weltbild“ verfüge. Eine Initiative der Jusos versuchte 2005 erfolglos ein Konzert der Gruppe im bayrischen Rosenheim zu stoppen. Laut einem Artikel im Falter habe Kadmon Lieder zu Ehren Julius Evolas aufgenommen, Kulturphilosoph und Vertreter einer metaphysischen Rassentheorie. Zudem habe er die Liebeslieder Wiliguts vertont und über Flugscheiben als „geheime Wunderwaffen“ der Nationalsozialisten geschrieben.

In einer Stellungnahme distanzierte sich Petak von rechtsextremer Ideologie: 

„Wir glauben an die bewußtseinserweiternde Kraft der Kunst. Unsere Einflüsse sind Surrealismus, Symbolismus, die Kunst der Präraffaeliten. Im Vordergrund steht das künstlerische Werk, die Form und die Kraft, die Persönlichkeit. Wir haben Gedichte von Rainer Maria Rilke vertont, von Ninon und Hermann Hesse. Ricarda Huch, deren schönes Gedicht Sturmlied wir bereits mehrmals vertont habe, zuletzt auch in einer Flamenco-Fassung, war eine vehemente Kritikerin des Dritten Reichs. Von Allerseelen gibt es ein weiteres Flamenco-Stück Sonne golthi-ade, das auf einem Runengedicht von Friedrich Bernhard Marby beruht – dieser Dichter war in der NS-Zeit mehrere Jahre in verschiedenen Konzentrationslagern inhaftiert. Gerade unsere Liebe zu kleinen Ländern und Regionen wie das Baskenland, wie Katalonien, Korsika, Österreich, Südtirol, Slowenien bewahrt uns davor, totalitäre oder autoritäre Strukturen und Systeme zu verherrlichen.“

## Diskografie

### Demos
- 1988: Morgenröte (MC; Al Khemi) CD-Wiederveröffentlichung 2021.
- 1989: Autdaruta (MC/CD; Arany Khor)
- 1989: Desaster (MC; Arany Khor)
- 1989: Flamme und Asche (MC; Arany Khor)
- 1989: Requiem (MC; Sakristei)
- 1989: Lacrima Christi (CD/MC; Lacrima Christi)
- 1989: Schwartzer Rab (MC; Sakristei)
- 1992: Auslese (MC; Aorta)

### Studioalben
- 1994: Cruor (CD/2xLP; Aorta / Ahnstern)
- 1995: Gotos=Kalanda (CD/2xLP; Aorta / Ahnstern) US-Vertrieb via Storm.
- 1996: Sturmlieder (CD/CDR/2xLP; Aorta / Ahnstern) US-Vertrieb via Storm.
- 1999: Stirb und werde (CD/2xLP; Aorta / Ahnstern, Neue Aesthetik)
- 2000: Neuschwabenland (CD/CDR/2xLP; Aorta / Ahnstern)
- 2001: Venezia (CD/2xLP; Aorta / Ahnstern, Neue Aesthetik)
- 2002: Abenteuerliches Herz (CD; Aorta)
- 2004: Flamme (CD/2xLP; Aorta / Ahnstern)
- 2005: Edelweiss (CD; Aorta / Ahnstern)
- 2007: Hallstatt (CD; Aorta / Ahnstern)
- 2010: Rauhe Schale (CD; Aorta / Ahnstern)
- 2015: Terra Incognita (CD; Aorta / Ahnstern)
- 2017: Dunkelgraue Lieder (CD; Aorta / Indiestate Distribution)
- 2019: Chairete Daimones (CD/LP/MC; Aorta / Indiestate Distribution)
- 2024: Toteninsel (CD; Aorta)

### Kompilationen
- 2003: Archaische Arbeiten (CDR/2xLP; Ahnstern)
- 2004: Heimliche Welt (CDR/2xLP; Ahnstern)

### Kollektionen
- 2001: Ahnstern (7xLP; AHnstern / Steinklang Industries)

### Splits
- 1994: Walked in Line / Ernting mit Blood Axis (7"; Storm)
- 1998: Käferlied / Brian Boru mit Blood Axis (7"; Stateart)
- 2001: Canço De Somni / Marqués De Púbol mit Circle und Dakshinewar (7"; Aorta)
- 2003: Funke / El Astro Rey mit Ô Paradis (7"; Aorta)
- 2005: Barco Do Vinho mit Sangre Cavallum (CD; Ahnstern)
- 2006: Men Among the Ruins mit Changes (CD; Ewers Tonkunst)
- 2008: Georg Trakl. Umnachtung mit Otzepenevshiye und Neutral (CD; Ewers Tonkunst / Indiestate Distribution)
- 2008: Ultima Thule mit Ataraxia (7"; Eclipsis)
- 2022: Ama Il Tuo Sogno / Liebe Deinen Traum mit Aima Lichtblau (MC, Eigenvertrieb)

### Singles / EPs
- 1999: Alle Lust will Ewigkeit / Traumlied (7"; Aorta)
- 2000: Nornar Nagli / Panzergarten (7"; Aorta)
- 2003: Pedra (CD; Terra Fria / Dagaz Music)
- 2004: Gefiederte Träume (LP, Ahnstern)
- 2005: Knospe (7"; Carpe Noctem)
- 2008: Wintersonnenwende (CDR; Beverina & W.A.R. Productions)
- 2009: Sonne Golthi-Ade (CDR; Beverina & W.A.R. Productions)
- 2017: Anubis / Chairete Daimones (7"; New Era Productions)
- 2022: Edelweiss / Tjo Tjo Tjo Di Ri (7"; Namazu Productions)